# Gonterskirchen
Gonterskirchen ist ein Stadtteil von Laubach im mittelhessischen Landkreis Gießen. Gonterskirchen liegt am Rande des Naturparks Vulkanregion Vogelsberg am Zusammenfluss des Schifferbachs in die Horloff, 4 km südöstlich von Laubach. Durch den Ort verläuft die Landesstraße 3138.

## Ortsgeschichte

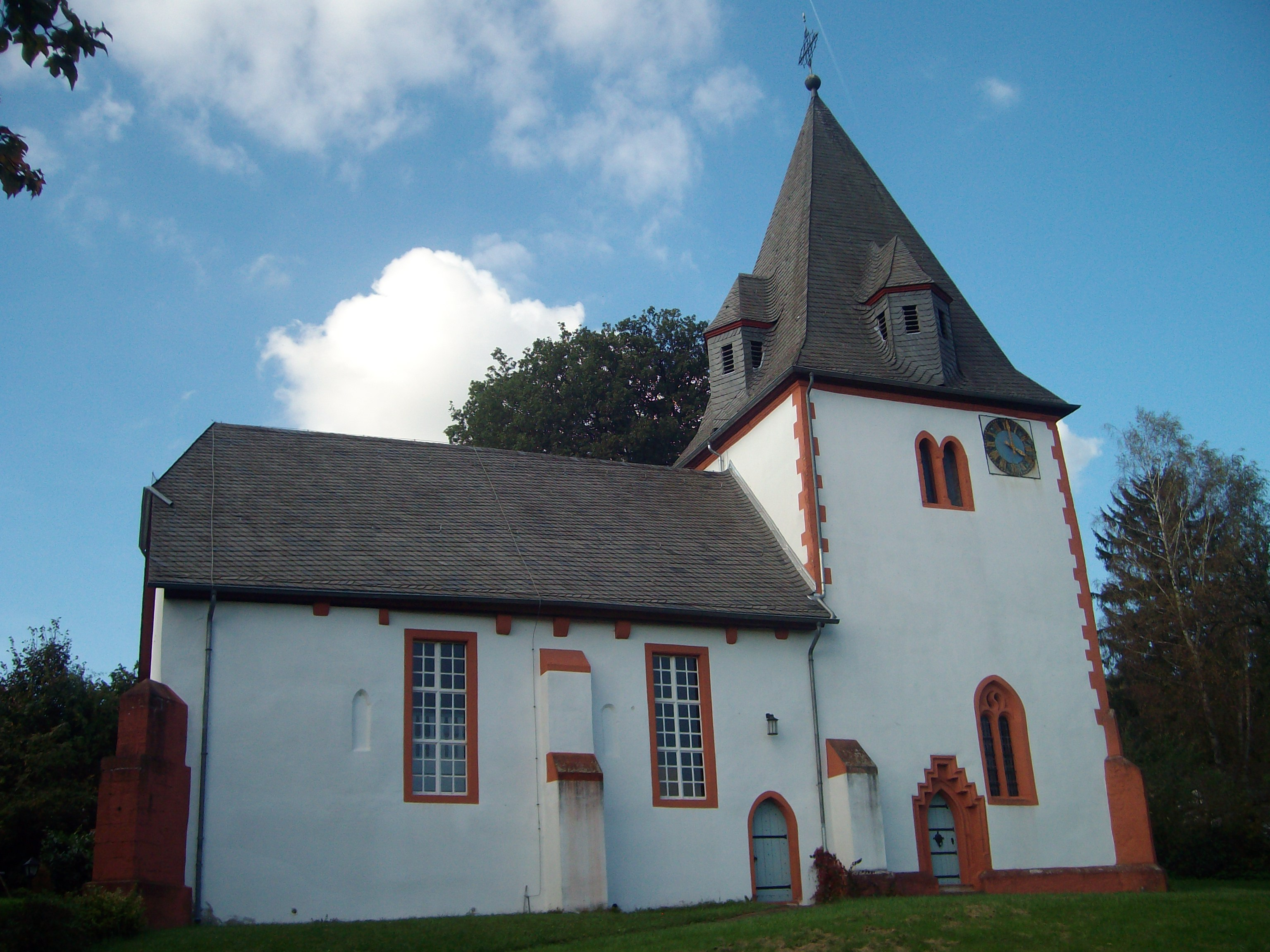
Südansicht der Kirche von Gonterskirchen

### Mittelalter
Erstmals urkundlich erwähnt wurde der Ort im Jahre 1239 als Gunthardskirche. Genannt wird eigentlich ein ortsansässiger Adliger namens „Eberwinus de Gunthardskirchen“. Derselbe findet sich auch in einer Urkunde des Klosters Arnsburg von 1241 als „Eberwinus de Gunthardeskirchen“.
1288 heißt es „Frater rupertus de Gunthardeskirchen“ (Bruder Rupert von Gonterskirchen). Die Kirche des Ortes Gunterskirchen wird 1340 erwähnt: „der Kirchin zu  Gunterskirchen“ und „Guntirskirchin“ (1379).
Namenkundlich wird der Ortsname als „Siedlung bei der Kirche des Gunthard“ gedeutet. Das Grundwort Kirche in Verbindung mit einem Personennamen verweist auf die Eigenkirche eines Grundherren hin.
Am 1. Juni 1324 wird erstmals eine Mühle in Gonterskirchen erwähnt.

### Herrschaft
Schon in der Karolingerzeit erhielt die Abtei Hersfeld Besitz in der Wetterau und den angrenzenden nördlichen Gebieten. Hungen und Laubach wurden zu Zentren der „Hersfelder Mark“. Im Raum um Laubach finden sich im gleichen Zeitraum Schenkungen an das Kloster Fulda. Zu diesen Tradenten gehört auch ein nach 800 genannter „Presbyter“ Gunthard, in dem Steen den Gründer von Kirche und Ort Gonterskirchen sieht.
Im 12. Jahrhundert erhielt der Vogt des Klosters Hersfeld, Kuno I. von Münzenberg, die Hälfte aller Nutzungsrechte im Gebiet um Ruppertsburg. Nach dem Aussterben der Münzenberger, 1255, gelangte das Gebiet auf dem Erbwege an die Herren von Hanau.
Ulrich II. von Hanau und seine Frau Agnes erlaubten am 5. Dezember 1340 ihrem Sohn Ulrich III. den Verkauf von Burg und Dorf „Laupach“ zusammen mit den dazu gehörigen Gerichten und Dörfern, u. a. „Guntherskirchen“ und „Aeinhartshusen“. Der bereits abgeschlossene Verkauf an den Mainzer Erzbischof Heinrich III. von Virneberg wurde durch Philipp V. von Falkenstein, Herr zu Münzenberg und Laubach, der mit Elisabeth von Hanau verheiratet war, hintertrieben.
Zur Herrschaft Laubach gehörten 1341 u. a. Gonterskirchen und Einartshausen sowie die späteren Wüstungen Germanshausen und Horloff. Nach dem Aussterben der Falkensteiner 1418 teilten sich die Brüder Bernhard und Johannes von Solms deren ausgedehnten Besitz.
1432 fiel Gonterskirchen infolge der Solms’schen Teilung an die Johannische Linie Solms-Lich.

### Gonterskirchen unter Klosterbesitz
Die Ritter Gottfried Strebekotz und Klas von Engelnhausen verkauften 1365 an das Kloster Haina Gülten zu Gonterskirchen, Wiemannshausen, Laubach und Nieder-Hindernau. Es ist auch wohl dieser Besitz, den das Kloster 1528 an Graf Philipp von Solms-Lich für 2.000 fl. mit seinem Hof in Utphe samt Zinsen zu Ober-Bessingen, Ettingshausen, Gonterskirchen, Laubach und Trais-Horloff verkauft.
Das Antoniterkloster Grünberg erhielt 1477 eine Stiftung u. a. aus dem Zehnten zu Gonterskirchen. Weiterhin konnten die Grünberger Antoniter 1489 vom Kloster Arnsburg dessen Güterbesitz in Gonterskirchen erwerben.
Bis 1702 waren Ruppertsburg und Einartshausen Filialkirchen der Pfarrei zu Gonterskirchen; das Kirchenpatronat lag ursprünglich bei den Grafen zu Solms-Lich, von 1548 bis zu Beginn des 20. Jahrhunderts bei den Grafen zu Solms-Laubach. 1809 trat die Pfarrei Gonterskirchen zusammen mit Einartshausen der Unierten Kirche bei.

### Wüstungen um Gonterskirchen

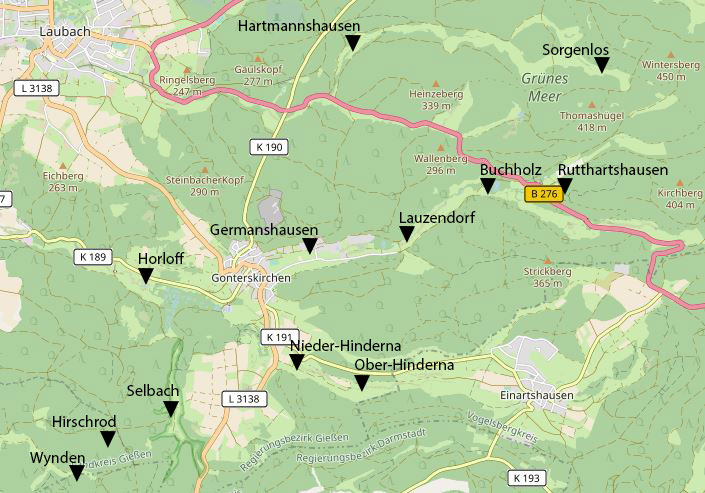
Wüstungen um Gonterskirchen

Um Gonterskirchen herum findet sich eine erstaunlich große Anzahl von Wüstungen. Innerhalb der heutigen Gemarkung sind dies:
- Germanshausen
- Hartmannshausen
- Hindernau (auch „Nieder-Hinderna“ und „Ober-Hinderna“)
- Lauzendorf
- Horloff
- Selbach

Außerhalb der offiziellen Gemarkungsgrenzen, aber in näherer Umgebung von Gonterskirchen finden sich außerdem:
- Sorgenlos
- Buchholz
- Rutthardshausen
- Gersrode (auch „Hirschrod“)
- Winden (oder „Wynden“)

Die hohe Anzahl von Wüstungen und Auflassungen ist in vielen Fällen mit dem Bestreben der Grafen zu Solms-Laubach zu erklären, kleinere Ortschaften gewaltsam in die Kernstadt Laubach einzugemeinden. Ein besonders grausamer Fall dieser Form von gewüsteten Dörfern ereignete sich, einer Sage nach, um ca. 1400, als der damalige Graf von Laubach in einer Nacht sieben Dörfer zwischen Laubach und Schotten zerstören ließ. Wahrscheinlicher als die Zerstörung in einer Nacht ist allerdings, dass die Dörfer zwischen 1412 und 1432 zerstört oder aufgegeben wurden und die Bewohner nach Laubach umsiedeln mussten.

### Neuzeit
Über Jahrhunderte galt Gonterskirchen als das ärmste Dorf in der Grafschaft Solms-Laubach. Bedingt durch die weitläufigen Wälder entwickelte sich der Ort im Mittelalter zu einer Köhlergemeinde; zeitweilig übten fast alle Familien dieses Handwerk aus. Dazu kamen Nagelschmiede.
Ab dem 18. Jahrhundert verdienten viele Männer ihr Geld als sogenannte Schmelzgänger in der bei Laubach gelegenen Friedrichshütte
Die Grafen zu Solms-Laubach ließen in Gonterskirchen mit seinen ausgedehnten Wäldern und dem damit verbundenen Wildreichtum um 1750 ein Jagdhaus errichten.
Hessische Gebietsreform (1970–1977)
Im Zuge der Gebietsreform in Hessen wurde die Gemeinde Gonterskirchen zum 31. Dezember 1970 auf freiwilliger Basis in die Stadt Laubach eingemeindet. Für den Stadtteil Gonterskirchen wurde, wie für die anderen eingemeindeten ehemals eigenständigen Gemeinden von Laubach, ein Ortsbezirk mit Ortsbeirat und Ortsvorsteher nach der Hessischen Gemeindeordnung eingerichtet.

### Verwaltungsgeschichte im Überblick
Die folgende Liste zeigt die Staaten und Verwaltungseinheiten, denen Gonterskirchen angehört(e):
- vor 1806: Heiliges Römisches Reich, Grafschaft Solms-Laubach (Anteil an der Herrschaft Münzenberg), Amt Laubach (des Grafen Solms-Laubach)
- ab 1806: Großherzogtum Hessen (Souveränitätslande),[Anm. 2] Fürstentum Oberhessen, Amt Laubach (des Grafen Solms-Laubach)[23]
- ab 1815: Großherzogtum Hessen (Souveränitätslande), Provinz Oberhessen, Amt Laubach (des Grafen Solms-Laubach)[24]
- ab 1820: Großherzogtum Hessen, Provinz Oberhessen, Amt Laubach[Anm. 3]
- ab 1822: Großherzogtum Hessen, Provinz Oberhessen, Landratsbezirk Hungen[25][Anm. 4]
- ab 1837: Großherzogtum Hessen, Provinz Oberhessen, Kreis Grünberg
- ab 1848: Großherzogtum Hessen, Regierungsbezirk Gießen
- ab 1852: Großherzogtum Hessen, Provinz Oberhessen, Kreis Schotten
- ab 1867: Norddeutscher Bund, Großherzogtum Hessen, Provinz Oberhessen, Kreis Schotten
- ab 1871: Deutsches Reich, Großherzogtum Hessen, Provinz Oberhessen, Kreis Schotten
- ab 1918: Deutsches Reich, Volksstaat Hessen, Provinz Oberhessen, Kreis Schotten
- ab 1938: Deutsches Reich, Volksstaat Hessen, Landkreis Gießen[26][Anm. 5]
- ab 1945: Deutsches Reich, Amerikanische Besatzungszone,[Anm. 6] Groß-Hessen, Regierungsbezirk Darmstadt, Landkreis Gießen
- ab 1946: Deutsches Reich, Amerikanische Besatzungszone, Hessen, Regierungsbezirk Darmstadt, Landkreis Gießen
- ab 1949: Bundesrepublik Deutschland, Hessen, Regierungsbezirk Darmstadt, Landkreis Gießen
- ab 1971: Bundesrepublik Deutschland, Hessen, Regierungsbezirk Darmstadt, Landkreis Gießen, Stadt Laubach
- ab 1977: Bundesrepublik Deutschland, Hessen, Regierungsbezirk Darmstadt, Lahn-Dill-Kreis, Stadt Laubach
- ab 1979: Bundesrepublik Deutschland, Hessen, Regierungsbezirk Darmstadt, Landkreis Gießen, Stadt Laubach
- ab 1981: Bundesrepublik Deutschland, Hessen, Regierungsbezirk Gießen, Landkreis Gießen, Stadt Laubach

### Gerichte seit 1803
In der Landgrafschaft Hessen-Darmstadt wurde mit Ausführungsverordnung vom 9. Dezember 1803 das Gerichtswesen neu organisiert. Für die Provinz Oberhessen wurde das Hofgericht Gießen als Gericht der zweiten Instanz eingerichtet. Die Rechtsprechung der ersten Instanz wurde durch die Ämter bzw. Standesherren vorgenommen und somit war für Gonterskirchen ab 1806 das „Patrimonialgericht der Grafen Solms-Laubach“ in Laubach zuständig. Nach der Gründung des Großherzogtums Hessen 1806 wurden die Aufgaben der ersten Instanz 1821–1822 im Rahmen der Trennung von Rechtsprechung und Verwaltung auf die neu geschaffenen Land- bzw. Stadtgerichte übertragen. Ab 1822 ließen die Grafen Solms-Laubach ihre Rechte am Gericht durch das Großherzogtum Hessen in ihrem Namen ausüben. „Landgericht Laubach“ war daher die Bezeichnung für das erstinstanzliche Gericht, das für Gonterskirchen zuständig war. Auch auf sein Recht auf die zweite Instanz, die durch die Justizkanzlei in Hungen ausgeübt wurde verzichtete der Graf 1823. Erst infolge der Märzrevolution 1848 wurden mit dem „Gesetz über die Verhältnisse der Standesherren und adeligen Gerichtsherren“ vom 15. April 1848 die standesherrlichen Sonderrechte endgültig aufgehoben.
Anlässlich der Einführung des Gerichtsverfassungsgesetzes mit Wirkung vom 1. Oktober 1879, infolge derer die bisherigen großherzoglichen Landgerichte durch Amtsgerichte an gleicher Stelle ersetzt wurden, während die neu geschaffenen Landgerichte nun als Obergerichte fungierten, kam es zur Umbenennung in „Amtsgericht Laubach“ und Zuteilung zum Bezirk des Landgerichts Gießen.
Am 1. Juli 1968 erfolgte die Auflösung des Amtsgerichts und die Gemeinde Gonterskirchen wurde dem Sprengels des Amtsgerichts Gießen zugelegt.

## Bevölkerung

### Einwohnerstruktur 2011
Nach den Erhebungen des Zensus 2011 lebten am Stichtag dem 9. Mai 2011 in Gonterskirchen 696 Einwohner. Darunter waren 12 (1,7 %) Ausländer. Nach dem Lebensalter waren 87 Einwohner unter 18 Jahren, 267 zwischen 18 und 49, 162 zwischen 50 und 64 und 240 Einwohner waren älter. Die Einwohner lebten in 312 Haushalten. Davon waren 87 Singlehaushalte, 96 Paare ohne Kinder und 90 Paare mit Kindern, sowie 24 Alleinerziehende und 15 Wohngemeinschaften. In 81 Haushalten lebten ausschließlich Senioren und in 189 Haushaltungen lebten keine Senioren.

### Einwohnerentwicklung
| • 1631: | 59 Untertanen, 10 Witwen |

| Gonterskirchen: Einwohnerzahlen von 1791 bis 2011 | Gonterskirchen: Einwohnerzahlen von 1791 bis 2011 | Gonterskirchen: Einwohnerzahlen von 1791 bis 2011 | Gonterskirchen: Einwohnerzahlen von 1791 bis 2011 | Gonterskirchen: Einwohnerzahlen von 1791 bis 2011 |
| --- | ------------------------------------------------- | ------------------------------------------------- | ------------------------------------------------- | ------------------------------------------------- |
| Jahr |                                                   |                                                   |                                                   | Einwohner                                         |
| 1791 | 1791                                              |                                                   | 455                                               | 455                                               |
| 1834 | 1834                                              |                                                   | 462                                               | 462                                               |
| 1840 | 1840                                              |                                                   | 507                                               | 507                                               |
| 1846 | 1846                                              |                                                   | 500                                               | 500                                               |
| 1852 | 1852                                              |                                                   | 495                                               | 495                                               |
| 1858 | 1858                                              |                                                   | 500                                               | 500                                               |
| 1864 | 1864                                              |                                                   | 492                                               | 492                                               |
| 1871 | 1871                                              |                                                   | 515                                               | 515                                               |
| 1875 | 1875                                              |                                                   | 532                                               | 532                                               |
| 1885 | 1885                                              |                                                   | 501                                               | 501                                               |
| 1895 | 1895                                              |                                                   | 552                                               | 552                                               |
| 1905 | 1905                                              |                                                   | 559                                               | 559                                               |
| 1910 | 1910                                              |                                                   | 582                                               | 582                                               |
| 1925 | 1925                                              |                                                   | 540                                               | 540                                               |
| 1939 | 1939                                              |                                                   | 504                                               | 504                                               |
| 1946 | 1946                                              |                                                   | 758                                               | 758                                               |
| 1950 | 1950                                              |                                                   | 739                                               | 739                                               |
| 1956 | 1956                                              |                                                   | 626                                               | 626                                               |
| 1961 | 1961                                              |                                                   | 623                                               | 623                                               |
| 1967 | 1967                                              |                                                   | 633                                               | 633                                               |
| 1980 | 1980                                              |                                                   | ?                                                 | ?                                                 |
| 1990 | 1990                                              |                                                   | ?                                                 | ?                                                 |
| 2000 | 2000                                              |                                                   | ?                                                 | ?                                                 |
| 2011 | 2011                                              |                                                   | 696                                               | 696                                               |
| Datenquelle: Historisches Gemeindeverzeichnis für Hessen: Die Bevölkerung der Gemeinden 1834 bis 1967. Wiesbaden: Hessisches Statistisches Landesamt, 1968. Weitere Quellen: ; Zensus 2011 |                                                   |                                                   |                                                   |                                                   |

### Konfessionsstatistik
| • 1830: | 455 evangelische Einwohner                 |
| • 1961: | 542 evangelische, 77 katholische Einwohner |

### Historische Erwerbstätigkeit
| • 1961: | Erwerbspersonen: 164 Land- und Forstwirtschaft, 138 Produzierendes Gewerbe, 28 Handel, Verkehr und Nachrichtenübermittlung, 21 Dienstleistung und Sonstiges. |

## Politik
Für den Stadtteil Gonterskirchen besteht ein Ortsbezirk (Gebiete der ehemaligen Gemeinde Gonterskirchen) mit Ortsbeirat und Ortsvorsteher nach der Hessischen Gemeindeordnung.
Der Ortsbeirat besteht aus neuen Mitgliedern. Bei den Kommunalwahlen in Hessen 2021 betrug die Wahlbeteiligung zum Ortsbeirat 64,08 %. Alle Kandidaten gehörten der „Gemeinsamen Liste Gonterskirchen“ an. Der Ortsbeirat wählte Klaus Rühl zum Ortsvorsteher.

## Sehenswürdigkeiten
- Evangelische Kirche
- Steinbruch Gonterskirchen

## Vereine
- SV 1958 Gonterskirchen

## Persönlichkeiten
- Georg Heinrich Melchior, geb. 1925 in Gonterskirchen, Naturwissenschaftler, Professor und Direktor, Heimatforscher, verstorben 2017